# Arancha Bonete
Arancha Bonete (Cuart de Poblet, 19 de septiembre de 1977) es una modelo y playmate española, que fue Miss Playboy TV 2004 (representante de Playboy durante ese año en la península ibérica y Latinoamérica).

## Biografía
Arancha dejó inacabados sus estudios de Farmacia para dedicarse a ser modelo erótica.
El gran momento profesional de Arancha llegó el 15 de febrero de 2004, en la ciudad uruguaya Punta del Este, donde se coronó Miss Playboy TV venciendo en la final a la colombiana Viviana Castrillón y a la brasileña Mirella Santos.
Ha sido dos veces portada de la revista Interviú y junto a Silvia Fominaya protagonizó el calendario de 2006 para la mencionada revista.
Ha tenido varias apariciones en televisión: Participó en la primera edición del programa La Granja de Antena 3 en 2004, fue copresentadora junto a Miki Nadal del programa Zulú Bingo de Localia (2005-2006), durante el verano de 2007 se embarcó junto a Pocholo Martínez Bordiú en el programa de La Sexta "Pocholo 07: SDF (Sin Domicilio Fijo)".
En 1997, Arancha fundó la organización internacional de ayuda humanitaria para el tercer mundo, Medicinas sin fronteras. Reside entre Miami, Madrid y en San Marcelino (Valencia).